# 돈두셰니구
돈두셰니구(루마니아어: Donduşeni)는 몰도바 북부에 위치한 구로 행정 중심지는 돈두셰니이며 면적은 645km2, 인구는 45,100명(2011년 기준)이다. 북동쪽으로는 드니스테르강을 경계로 우크라이나와 국경을 접하며 북쪽으로는 오크니차 구, 서쪽으로는 에디네츠 구, 남쪽으로는 르슈카니 구, 남동쪽으로는 드로키아 구, 소로카 구와 접한다.